# Gheringhap
Gheringhap is een agrarische plaats in de Australische deelstaat Victoria.